# Credit Suisse Challenge
De Credit Suisse Challenge is een golftoernooi dat deel uitmaakt van de Europese Challenge Tour.
De eerste editie was in 1990 op de Sempacher Golf, maar daar kwam tien jaar lang geen vervolg op. In 2000 en 2001 stond het toernooi opnieuw op de kalender, ditmaal op de Patriziale Golf Club bij Ascona. Daarna stopte het toernooi tijdelijk. In 2006 vond een herstart plaats en werd het toernooi verplaatst naar de Wylihof Golf Club. In 2010 is het toernooi weer terug verhuisd naar Sempachersee. Het toernooi wordt vaak gespeeld in dezelfde week als het Brits Open.

## Winnaars
| Jaar                                                    | Baan                    | Winnaar                 | Score                   | Score                   | Prijzengeld             |
| Credit Suisse Challenge                                 | Credit Suisse Challenge | Credit Suisse Challenge | Credit Suisse Challenge | Credit Suisse Challenge | Credit Suisse Challenge |
| ------------------------------------------------------- | ----------------------- | ----------------------- | ----------------------- | ----------------------- | ----------------------- |
| 1990                                                    | Golf Sempachersee       | ?                       |                         |                         |                         |
| Credit Suisse Private Banking Open                      |                         |                         |                         |                         |                         |
| 2000                                                    | GC Patriziale Ascona    | Alvaro Salto            | 268                     | -16                     | €103,125                |
| 2001                                                    | GC Patriziale Ascona    | Creig Hutcheon          | 266                     | -18                     | €107,133                |
| Credit Suisse Challenge                                 |                         |                         |                         |                         |                         |
| 2006                                                    | Wylihof GC              | Francesco Cea po        | 276                     | -16                     | €143,276                |
| 2007                                                    | Wylihof GC              | Peter Baker             | 272                     | -20                     | €145,698                |
| 2008                                                    | Wylihof GC              | Rafael Cabrera Bello    | 267                     | -25                     | €142,968                |
| 2009                                                    | Wylihof GC              | Peter Baker             | 272                     | -20                     | €142,310                |
| 2010                                                    | Golf Sempachersee       | Alessandro Tadini       | 266                     | -22                     | €150,000                |
| 2011                                                    | Golf Sempachersee       | Benjamin Hebert         | 272                     | -12                     | €150,000                |
| 2012                                                    | Golf Sempachersee       | Gary Stal               | 273                     | -11                     | € 160,000               |
| Swiss Challenge                                         |                         |                         |                         |                         |                         |
| 2013                                                    | Golf Sempachersee       | Victor Riu              | 265                     | -19                     | € 160,000               |
| Swiss Challenge presented by Association Suisse de Golf |                         |                         |                         |                         |                         |
| 2014                                                    | Golf Sempachersee       |                         |                         |                         | € 160,000               |

po : In 2006 won Francesco Cea de play-off van Tim Milford.